# Гонсеница-Даниэль-Шатковская, Мария
Мария Гонсеница-Даниэль-Шатковская (пол. Maria Gąsienica Daniel-Szatkowska; 5 февраля 1936 года, Закопане, Польша — 1 января 2016 года, Закопане, Польша) — польская горнолыжница, участника зимних Олимпийских игр в 1956 и 1964 годах.

## Биография
Родилась в Закопанах в семье давних лыжных традиций. Закончила городской общеобразовательный лицей. Выступала за команду Висла-Гвардия (Закопане).
6 раз была чемпионкой Польши: в слаломе (1957), слаломе-гиганте (1959, 1961, 1962), скоростном спуске (1958, 1962). 17 раз серебряный медалист чемпионатов Польши. Участница чемпионата мира 1958 года (27 место в спуске). Победитель соревнований на Большой кубок Словакии 1960 года в слаломе и альпийской комбинации. Трижды выигрывала мемориал Чеха и Марусаржевны (1956, 1962 — слалом-гигант, 1962 — слалом).
Участница зимних Олимпийских игр 1956 года в Кортина д’Ампеццо: Скоростной спуск — не закончила из-за падения, Слалом — дисквалификация из-за пропуска ворот, Слалом-гигант — 35 место с результатом 2.10,9.
Участница зимних Олимпийских игр 1964 года в Инсбруке: Скоростной спуск — 41 место с результатом 2.11,75, Слалом — дисквалификация из-за пропуска ворот, Слалом-гигант — 36 место с результатом 2.10,20.
Во время соревнований в Вене в 1965 году попала в автомобильную аварию, когда ехала вместе с Барбарой Грохольской на такси из отеля на вокзал. В результате провела 6 недель в больнице и вынуждена была закончить карьеру в 1966 году.
В 1968—1979 тренер по лыжному спорту в школе клуба Висла-Гвардия. Заслуженный мастер спорта.
Скончалась 1 января 2016 года в Закопанах. Похоронена 6 января на Новом кладбище при улице Новотарской.

## Семья
- Дед: Ян (1856—1924) — польский лыжник.
- Отец: Анджей Симон
- Мать: Антонина (девичья фамилия Карпель-Хробак)
- Братья и сёстры:

- Анджей (1932—1991) — лыжник и прыгун с трамплина, участник зимних Олимпийских игр 1956.
- Хелена (1934—2013) — лыжница, участница зимних Олимпийский игр 1956 и 1960.
- Францишек (род. 1937) — лыжник, чемпион Польши.
- Юзеф (1945—2008) — лыжник и прыгун с трамплина, участник зимних Олимпийских игр 1968.

- Сын: Войцех Шатковский (род. 1966) — историк спорта.
- Внучка: Франциска Гонсеница-Даниэль-Шатковская — занимается лыжным спортом.
- Племянник: Станислав (род. 1951) — лыжник и прыгун с трамплина, участник зимних Олимпийских игр 1972.
- Внучатые племянницы:

- Агнешка (род. 1987) — горнолыжница, участница зимних Олимпийских игр 2010.
- Марина (род. 1994) — горнолыжница, участница зимних Олимпийских игр 2014.